# Нижняя Чигара
Ни́жняя Чигара́ — деревня в Парабельском районе Томской области России. Входит в состав Новосельцевского сельского поселения.

## География
Деревня находится в центральной части Томской области, на левом берегу реки Чигас, на расстоянии примерно 20 километров (по прямой) к юго-востоку от села Парабель, административного центра района. Абсолютная высота — 78 метров над уровнем моря.
Климат
Климат характеризуется как континентальный, с тёплым коротким летом и морозной и продолжительной зимой. Средняя температура воздуха самого тёплого месяца (июля) составляет 20-22 °C. Абсолютный максимум температуры воздуха — 34-35 °C. Абсолютный минимум — −54 °C. Среднегодовое количество атмосферных осадков составляет 500 мм.
Часовой пояс
Деревня Нижняя Чигара, как и вся Томская область, находится в часовой зоне МСК+4. Смещение применяемого времени относительно UTC составляет +7:00.

## Население
| 2002 | 2010 | 2012 | 2013 | 2014 | 2015 | 2021 |
| ---- | ---- | ---- | ---- | ---- | ---- | ---- |
| 161  | ↗178 | ↗182 | ↗185 | ↘183 | ↘180 | ↘155 |

Половой состав
По данным Всероссийской переписи населения 2010 года в гендерной структуре населения мужчины составляли 49,4 %, женщины — соответственно 50,6 %.
Национальный состав
Согласно результатам переписи 2002 года, в национальной структуре населения русские составляли 92 %.

## Инфраструктура
Функционируют начальная школа, сельский клуб, фельдшерско-акушерский пункт и библиотека.

## Транспорт
Связь с населённым пунктом осуществляется по дороге с грунтовым покрытием.

## Улицы
Уличная сеть деревни состоит из одной улицы (ул. Красноармейская).